# Öñge jezik
Öñge jezik (ong; ISO 639-3: oon), južnoandamanski jezik kojim govori 94 osobe (2006) od 110 (1999 report) pripadnika etničkih Öñge Negrita. 
Jezik je nekad bio raširen po otocima Mali Andaman, Rutland i jugu Južnog Andamana u Bengalskom zaljevu, Andamani, Indija.

## Vanjske poveznice
- Ethnologue (14th)
- Ethnologue (15th)